# Augusto Gasco
Francisco Augusto Gasco Fernández Dávila (Moquegua, 4 de octubre de 1926-16 de enero de 1997) fue un futbolista peruano que desempeñaba de mediocampista. Es unos de los pocos futbolistas en la historia del club que jugó toda su carrera en el mismo club.

## Trayectoria
Nació en Moquegua en 1926, debutó en primera división en 1946 con el club merengue en a la edad de 20 años ese año fue figura en universitario logrando el título nacional en esa edición. En 1947 el club crema ese año peleó por el descenso con el Sporting Tabaco y el partido de play off se terminó anulando así universitario se mantuvo en primera esa temporada no hubo descensos.Ya para 1949 sale campeón siendo gasco unas de las figuras del plantel conformadas por Alberto Terry, Rufino Valdivieso, Andrés da Silva entre otros. En los siguientes años gasco demostró siempre ser un jugador de gran jerarquía,en 1955 Universitario logra el subcampeonato al perder ante Alianza Lima por 2 a 1 este buen plantel conformado por Dimas Zegarra, Segundo Guevara, Osvaldo Bianco entre otros.
En 1956 Gasco se retira del fútbol profesional a los 30 años estando en el club 11 años, en 1958 se convierte en entrenador interino en Universitario. En 16 de enero de 1997 fallece a la edad de 71 años siendo recordado como un mediocampista de gran jerarquía.

## Clubes

### Como futbolista
| Club          | País | Año       |
| ------------- | ---- | --------- |
| Universitario | Perú | 1946-1956 |

### Como entrenador
| Club                     | País | Año  |
| ------------------------ | ---- | ---- |
| Universitario (Interino) | Perú | 1958 |

## Palmarés
| Título                    | Club                      | País | Año  |
| ------------------------- | ------------------------- | ---- | ---- |
| Primera División del Perú | Universitario de Deportes | Perú | 1946 |
| Primera División del Perú | Universitario de Deportes | Perú | 1949 |